# Game Genie
 (juin 2020).
Si vous disposez d'ouvrages ou d'articles de référence ou si vous connaissez des sites web de qualité traitant du thème abordé ici, merci de compléter l'article en donnant les références utiles à sa vérifiabilité et en les liant à la section « Notes et références ».

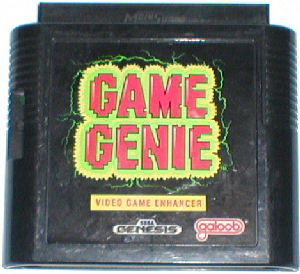
Cartouche Game Genie pour la console Mega Drive/Genesis.

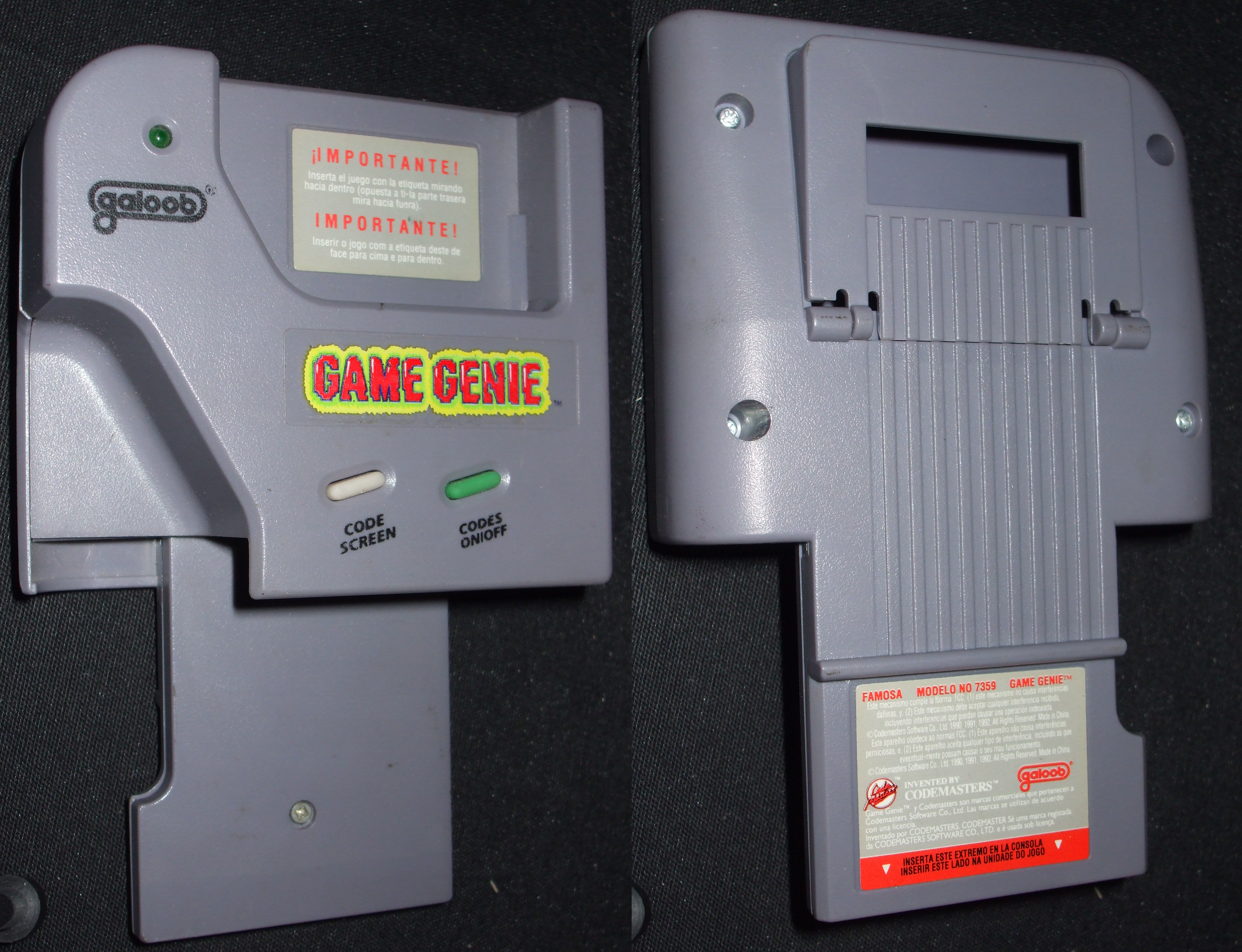
Cartouche Game Genie pour la console portable Game Boy.

Le terme Game Genie désigne une série de cartouches de jeu vidéo de triche conçues par la société Codemasters et distribuées par Camerica et Galoob aux alentours de 1990, pour les consoles Nintendo Entertainment System, Super Nintendo, Game Boy, Mega Drive et Game Gear.
Ces cartouches permettent la modification des données du jeu, donnant la possibilité au joueur de tricher (le cheat), c’est-à-dire la liberté de manipuler à son gré différents aspects et paramètres des jeux et même, dans certains cas, d’avoir accès à un contenu et à des fonctions inutilisées.
Bien qu’actuellement aucun produit Game Genie ne soit sur le marché, la plupart des émulateurs de consoles de jeux vidéo actuels intègrent ses fonctions. On peut citer l’Action Replay et le GameShark comme des appareils au fonctionnement similaire.

## Fonctionnement
Le Game Genie s’insère au-dessous d’une cartouche de jeu, et est donc introduite dans l’ouverture de la console prévue à cet effet.
Le dispositif de chargement de la NES rend pratiquement impossible l’utilisation d'une cartouche Game Genie puisque lorsque l’on insère une cartouche dans la console, celle-ci est censée entrer entièrement. L’ajout d'une Game Genie fait donc ressortir une partie de la cartouche à l’extérieur de la console quand elle est totalement introduite, ne permettant pas à la cartouche de s’abaisser, et donc de charger le jeu. Néanmoins, le Game Genie a été conçu de manière qu’il ne soit pas nécessaire d’abaisser la cartouche pour commencer à jouer. Mais cela ne gêne en rien son bon fonctionnement.
Jusqu’à ce que le joueur démarre le jeu, il peut s’il le souhaite entrer des codes sous forme de séries de caractères, séries modifiant les adresses de la ROM de la cartouche. Chaque code contient une valeur entière sous forme alphabétique, remplaçant dans le système de la console les données correspondantes réellement présentes sur la cartouche.
Puisqu’ils sont des substituts au code de programme du jeu, les codes de la Game Genie peuvent être considérés comme étant des codes correctifs, mais servent plus généralement à « tricher ». Ceux-ci peuvent avoir de nombreux effets. Les codes plus populaires parmi les joueurs sont l’invincibilité, les munitions infinies ou toute autre modification augmentant de façon significative la puissance ou les possibilités du joueur, souvent en dehors des limites fixées par les développeurs.
Il est possible d'entrer un code aléatoire, ce qui revient à utiliser des opérations PEEK and POKE (en) aléatoirement, comme pour un développeur. Le résultat de ces modifications peut aboutir à un code utile, mais généralement de tels changements débouchent sur des résultats hasardeux pouvant potentiellement geler le jeu.
De manière générale, la Game Genie était vendue avec un livret contenant les codes connus pour les jeux pouvant être utilisés par le système. Toutefois, ces livrets devenaient rapidement caducs car de nouveaux codes étaient découverts par la suite ; ils ne couvraient également pas les jeux sortis entre-temps. Pour pallier ce défaut, un système de mise à jour fut implanté, afin de permettre aux abonnés de recevoir trimestriellement un livret contenant les mises à jour, pour un certain prix. Par ailleurs, Galoob payait pour avoir de la publicité dans certains magazines vidéoludiques (dont GamePro) qui dévoilaient des codes pour les nouveaux jeux.
De nos jours, ces codes et plusieurs autres ont été découverts par les joueurs, et peuvent être trouvés gratuitement et facilement sur Internet.